# Daifuku

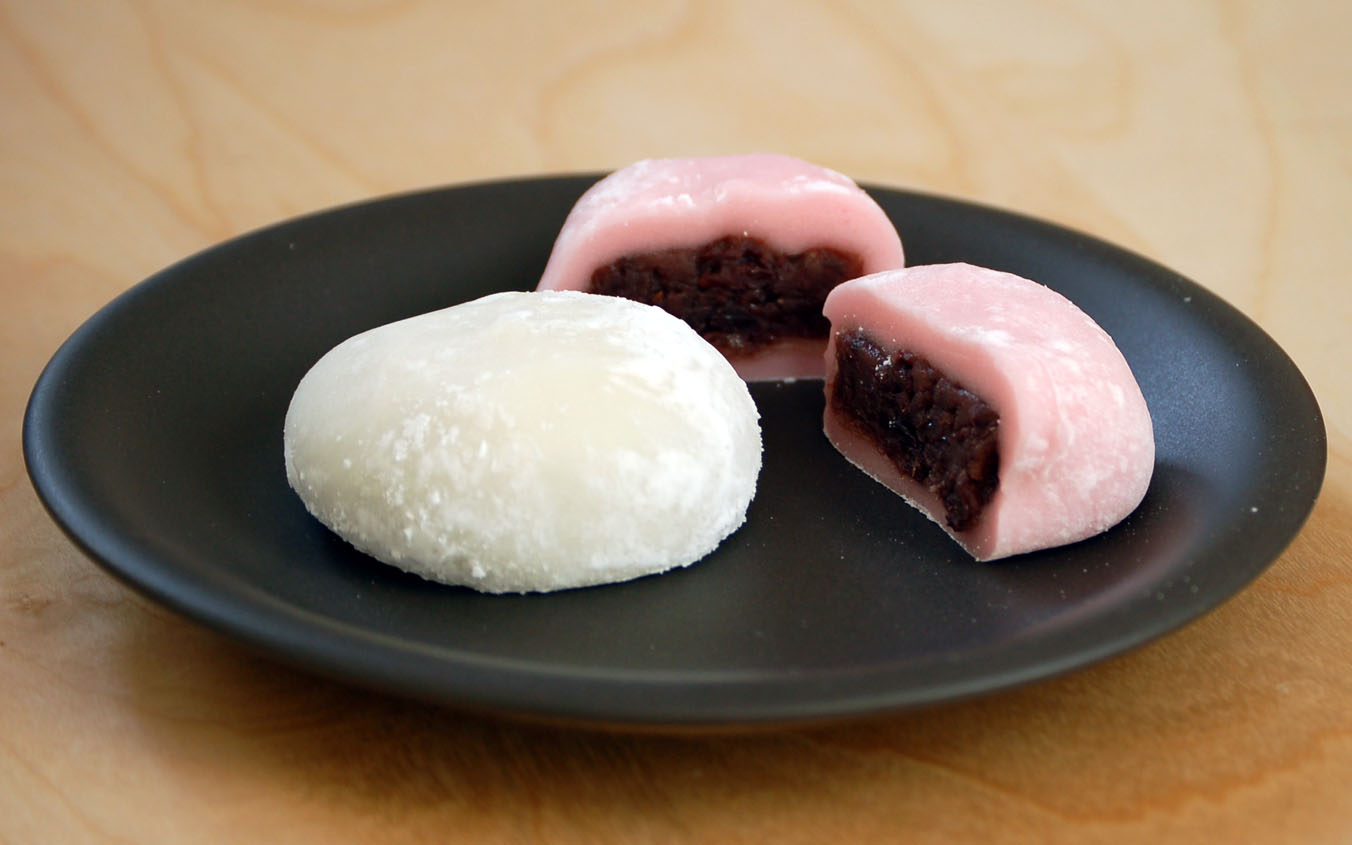
Daifuku in zwei Farben

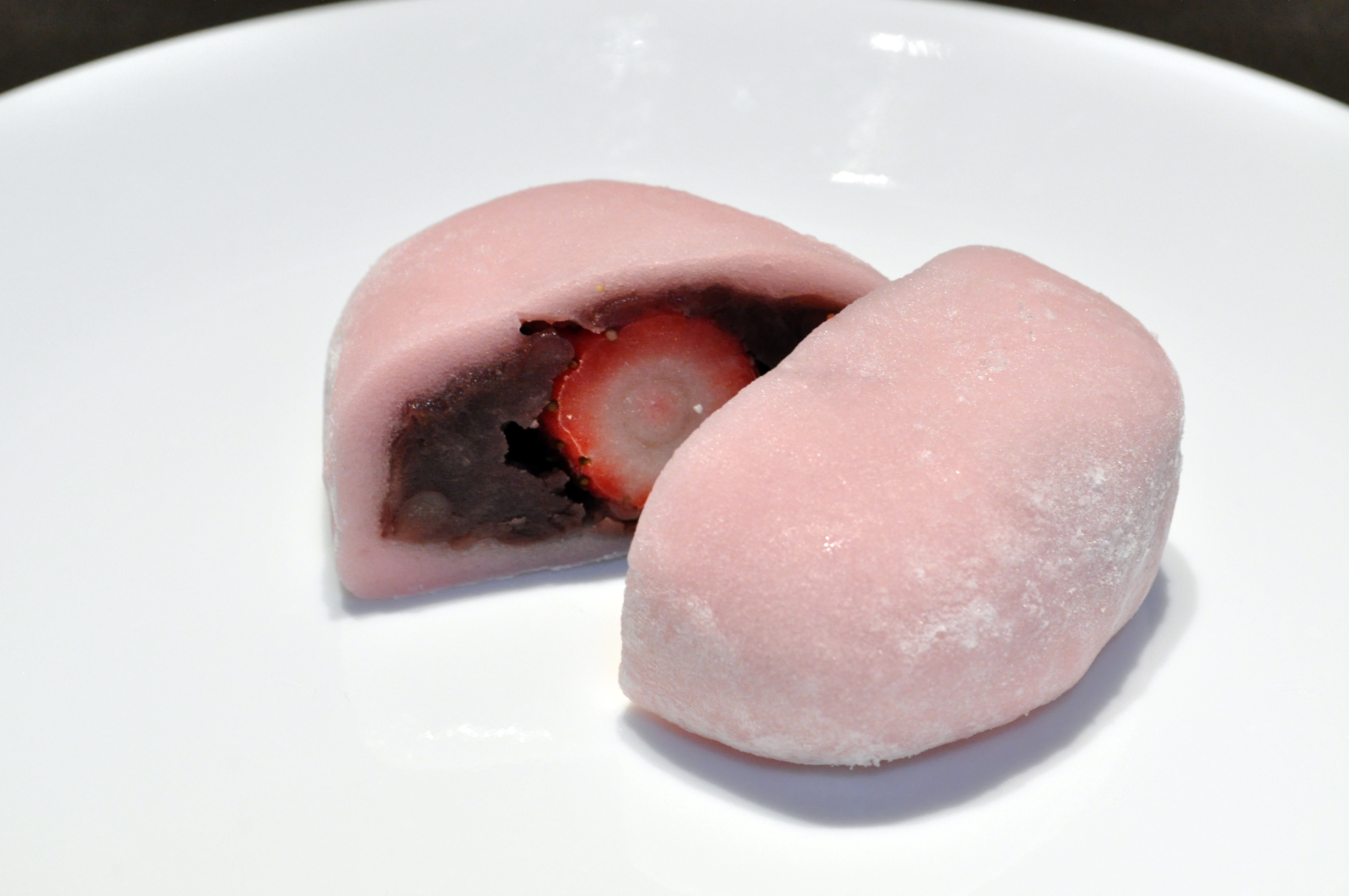
Ichigo daifuku

Daifuku (jap. 大福) sind kleine Reiskuchen der japanischen Küche, die aus Klebreismehl hergestellt werden. Sie sind eine Süßspeise, die als Snack zwischen den Mahlzeiten gegessen wird.
Der Teig kann mit verschiedenen Geschmacksrichtungen wie zum Beispiel Erdbeere oder grünem Tee versehen sein. Auch in schwarzem oder hellem Sesam gewälzt ist diese japanische Süßigkeit erhältlich. Gemeinsam ist den Daifuku die Füllung mit Anko, einer Paste aus zerstampften roten Adzukibohnen und Zucker.
Es gibt auch Yukimi-Daifuku (jap. 雪見大福), ein Produkt der Firma Lotte, bei der Speiseeis mit einer dünnen Schicht aus Mochi umhüllt und diese dann mit einer Gabel gegessen werden. Dank einer besonderen Technik bleibt die Schicht aus Mochi auch bei tiefen Temperaturen weich. Ichigo-Daifuku (jap. いちご大福) sind mit ganzen Erdbeeren und Anko gefüllt.